# マダガスカル (エリア)
マダガスカル・エリアとはシンガポールにあるテーマパークユニバーサル・スタジオ・シンガポール内にあったエリアである。

## 概要
ユニバーサル・スタジオ傘下のドリームワークス・アニメーションの映画『マダガスカル』をテーマとした世界唯一のエリアである。
しかし、イルミネーション・エンターテインメントの映画であるミニオン・パーク建設に伴い、2022年3月27日にクローズした。

## アトラクション
- マダガスカル・クレート・アドベンチャー - アレックスとマーティー、メルマン、グロリアと一緒にリバーボートに乗って冒険の旅に出かける設定。最新技術を駆使しデジタル映像や刺激的な音響効果にアクション効果などで、実際にジャングルに来たかのような気分が味わえる。
- キング・ジュリアンのビーチパーティー・ゴーラウンド - キング・ジュリアンのパーティーに参加する設定。ひょうきんなキツネザルや、やっかい者のフォッサなど『マダガスカル』のキャラクターのメリーゴーランドで、楽しい時間を過ごせる。

## レストラン
- マーティズ・カサ・デル・ワイルド
- グロリアズ・スナック・シャック

## ショップ
- ペンギン・マーカンタイル